# Tuta (Boyacá)
Tuta est une municipalité située dans le département de Boyacá, en Colombie.